# Asura liparidia
Asura liparidia är en fjärilsart som beskrevs av Rothschild 1913. Asura liparidia ingår i släktet Asura och familjen björnspinnare. Inga underarter finns listade i Catalogue of Life.